# Charakteristische Dissonanz
Charakteristische Dissonanz ist ein Begriff aus der Harmonielehre, der von Hugo Riemann in Anlehnung an Jean Philippe Rameau geprägt wurde, und der sich auf die Erweiterung eines Dreiklangs durch hinzugefügte Dissonanzen bezieht, die dem Akkord eine im Sinne der Funktionstheorie eindeutige Bedeutung zuzuweisen vermögen.

## Begriffsgeschichte bei Rameau und Riemann
Während Rameau jeden beliebigen Dreiklang auf den Stufen einer Tonleiter durch Hinzufügen einer auflösungsbedürftigen Dissonanz in Form einer „hinzugefügten Sexte“ (französisch Sixte ajoutée) oder durch Erweiterung der Terzstruktur durch eine Septime mit der Funktion einer sousdominante oder dominante versehen konnte, reduzierte Riemann in seinen funktionstheoretischen Schriften den Akkordbestand auf die drei Hauptstufen I, IV und V, wobei der IV. Stufe durch eine große Sexte die Funktion der Subdominante und der V. Stufe durch die kleine Septime die Funktion der Dominante zugewiesen wurde.

### Auflösung der charakteristischen Dissonanzen bei Rameau
Da ein Vierklang mit Sixt ajoutée auf der IV. Tonleiterstufe (subdominantische Funktion) und die 1. Umkehrung (Quintsextakkord) des Septakkords der II. Tonleiterstufe (doppeldominantische Funktion) im Tonmaterial identisch sind, ist die funktionale Bestimmung der beiden ambivalenten und daher funktional doppeldeutigen Akkorde (double emploi) nur durch die Art der Dissonanzbehandlung im Verhältnis zum Ausflösungsakkord möglich:
- Takt 1, erster Akkord: Subdominantischer Dreiklang der IV. Stufe, zum Vierklang erweitert durch die Sixte ajoutée. Merkmal: Die Quinte bleibt liegen, die Quint-Sext-Dissonanz löst sich durch Aufwärtsführung der Sexte in die Terz der Tonika auf.
- Takt 2, erster Akkord: Quintsextakkord der II. Stufe als Doppeldominante. Merkmal: die Sexte bleibt liegen, die Quint-Sext-Dissonanz löst sich durch Abwärtsführung der Quinte in die Terz der Dominante auf, die ihrerseits im Schlusstakt zur Tonika führt.

### Riemanns Begriff der charakteristischen Dissonanz
Obgleich Riemann beispielsweise die von Rameaus erstmals in dessen Nouveau Système de Musique théorique (1726) vertretene Theorie der funktionalen Mehrdeutigkeit (double emploi) nicht übernimmt, betont er die Bedeutung Rameaus als Vorläufer der eigenen, von Riemann zunächst dualistisch interpretierten funktionsharmonischen Theorien:

„(...) Rameau erkennt [...] bereits in voller Klarheit die modulierende Kraft der ‚charakteristischen Dissonanzen‘ (man gestatte mir, diesen von mir aufgebrachten Terminus der Kürze wegen für die völlig analogen Bestimmungen Rameaus zu gebrauchen): die Tonika wird zur Subdominante durch Hinzufügen der Sexte zu ihrem Dreiklang, wie sie zur Dominante wird duch Hinzufügung der (kleinen) Septime.“

Riemann selbst betrachtet die „charakteristischen Dissonanzen“ als „Töne, die jedesmal der anderen Dominante entnommen sind“: Hierbei ist zu beachten, dass in Riemanns dualistischer Theorie der Moll-Dreiklang („Unterklang“) als Spiegelung des Dur-Dreiklangs („Oberklang“) gilt. Der Moll-Dreiklang a-c-e hat also die „Prim“ e, die Terz c und die „Unterquint“ a. Die „Unterquint“ ist trotzdem „Grundton“.
- Die Duroberdominante erhält den Grundton der Unterdominante (in C-Dur: g h d | f; in a-Moll: e gis h | d); siehe Notenbeispiel a
- Die Durunterdominante erhält die Quinte der Oberdominante (in C-Dur: f a c | d); siehe Notenbeispiel b
- Die Mollunterdominante erhält die Prim der Molloberdominante bzw. die Quinte der Duroberdominante (in a-Moll: h | d f a; in C-Dur: d | f as c); siehe Notenbeispiel c bzw. d
- Die Molloberdominante erhält den Grundton der Mollunterdominante (in a-Moll: d | e g h); siehe Notenbeispiel e

## Charakteristische Dissonanzen als Stilmerkmal
Funktional wirksame Dissonanzen im Sinne Rameaus sind ein wesentliches Element der Harmonik abendländischer Kunstmusik vom Spätbarock bis zur Frühromantik. Akkorde mit Sixte ajoutée oder Septime werden insbesondere in kadenzierenden Werkteilen geradezu zu einem stilistischen Merkmal der klassischen Harmonik. Aber auch außerhalb der Kunstmusik sind harmonische Dissonanzbildungen entstanden, die zwar nicht an bestimmte Akkordfunktionen gebunden sein müssen, die aber aufgrund ihres stilprägenden Klangbildes durchaus als „charakteristische Dissonanzen“ im Sinne stiltypischer Signaturklänge bezeichnet werden können.

### Blues
Ein charakteristisches Merkmal der Harmonik im Blues ist die kleine Septime (C7), die nicht der Dominante vorbehalten bleibt, sondern als stiltypische „Bluesseptime“ auch als Tonika- oder Subdominantdissonanz erklingen kann. In diesem Fall wird sie als Klangtrübung und Bestandteil des Obertonspektrums ohne spezielle funktionale Wirkung wahrgenommen und entsprechend intoniert (vgl. Blue note).
Die übermäßige None (C+9) kann enharmonisch verwechselt als kleine Dezime (Cb10), die gleichzeitig mit der Durterz und zumeist auch mit der kleinen Septime erklingt, eine Bereicherung des Tonikadreiklangs sein. Damit lassen sich die auf dem Klavier nicht reproduzierbaren Intonationsschwankungen im Blues simulieren.

### Jazz
Da die Jazzharmonik von der Erweiterung aller Stufenakkorde zu Septakkorden mit unterschiedlichen Dissonanzgraden ausgeht, können die charakteristischen Dissonanzen der harmonischen Funktionen nur aufgrund der unterschiedlichen Dissonazgrade und der Fortschreitung der Akkorde bestimmt werden. Im Jazz begegnet man Dissonanzen, die wie im Falle des double emploi Rameaus mehrdeutig sind und nicht immer einer einzigen Funktion zugeordnet werden können. Der Begriff der Dissonanz ist daher im Jazz zu relativieren, da die Zusatztöne meist kein unmittelbares Auflösungsbedürfnis hervorrufen, sondern auch stabile, in sich ruhende Klänge färben. Die jeweils möglichen oder sinnvollen Dissonanzen ergeben sich aus der Tonleiter, die dem Stück oder dem Abschnitt zugrunde liegt, also dem tonalen Zentrum.
Eine erste Orientierung bietet die Größe von Terz und Septime:
- Hauptstufen (I, IV, V): Durterz. Charakteristische Dissonanz: I und IV: große Septime, V: kleine Septime.
- Nebenstufen (II, III, VI, VII): Mollterz. Charakteristische Dissonanz: kleine Septime, zusätzliche Dissonanz bei VII: verminderte Quinte.

Eine hinzugefügte große (Cadd9) ist nicht auf Dominantklänge beschränkt, sondern in fast allen Klängen möglich und daher nicht als charakteristische Dissonanz zu bewerten.
Ob man die über die Septime hinausgehende Erweiterungen von Jazzakkorden als charakteristische Dissonanzen bezeichnet, hängt auch davon ab, wie weit sich bestimmte Erweiterungstöne über bestimmten Akkordfunktionen zu stiltypischen und daher tendenziell ganzheitlich wahrgenommenen Klanggestalten verfestigt haben.

#### Tonika- und Subdominantklänge
Die große Septime (Cmaj7) auf I und IV markiert die Tonika- und Subdominantklänge. Aus melodischen oder stilistischen Gründen kann die unter Umständen relativ scharf klingende große Septime durch die Sixte ajoutée (C6) ersetzt werden. Große None und Sixte ajoutée (C6/9) ergänzen den Durdreiklang zu einem Fünfklang (c-e-g-a-d), der aus dem Material der Durpentatonik besteht (c d e g a) und zugleich auf eine Schichtung reiner Quarten (e-a-d-g-c) zurückführbar ist.
Die reine Quarte (Csus4 oder C11) kann als mitklingender Vorhalt zur Terz des Tonikadreiklangs verstanden werden, oder aber (kombiniert mit der Sixte ajoutée) einen Mischklang zwischen Tonika und Subdominante oder zwischen Dominante und Tonika ergeben (z. B. als C13). Die übermäßige Quarte (C+11) wirkt mit einer Durterz als unaufgelöster Vorhalt zur Quinte, mit einer Mollterz ist sie Bestandteil des verminderten Dreiklangs (Cdim) Eine ähnlich harte Dissonanz ist die kleine (Moll-)Sexte (C−6) als „Vorhalt“ zur Quinte.

#### Dominantklänge
Dominanten und Zwischendominanten entsprechen im Jazz dem seit Rameau bekannten Aufbau, können aber wie in der Harmonik der Hoch- und Spätromantik durch weitere Terzschichtungen (von der kleinen und großen None bis zur Tredezime) und Ajoutierungen erweitert, beziehungsweise durch Alterationen umgefärbt werden. Die kleine None (C7−9) ist eine mögliche Erweiterung der Dominante, da sie als Gleitton (ein abwärts geführter Leitton) zur Quinte des Tonika-Akkordes aufgelöst werden kann.

## Beispiele in C-Dur
Alle Beispiele werden in die Tonika aufgelöst, damit ein Eindruck der Akkordfunktion entstehen kann.
- Klangbeispielⓘ/? V7 - I: Dominantseptakkord g-h-d-f, der Leitton h strebt aufwärts zum c, f strebt abwärts zum e.
- Klangbeispiel mit großer Noneⓘ/? V7/9 - I: Dominantseptnonakkord g-h-d-f-a, die None löst sich zur Quinte der Tonika auf.[9]
- Klangbeispiel mit kleiner Noneⓘ/?> V7/b9 - I.
- Klangbeispielⓘ/? II7 - V - I: Quintsextakkord (1. Umkehrung der Moll-Doppeldominante d-f-a-c): f-a-c-d mit Auflösung in die Dominante und Ganzschluss auf der Tonika.